# قرار مجلس الأمن التابع للأمم المتحدة رقم 1684
قرار مجلس الأمن التابع للأمم المتحدة رقم 1684، المتخذ بالإجماع في 13 يونيو / حزيران 2006، بعد التذكير بالقرارات 955 (1994)، 1165 (1998)، 1329 (2000)، 1411 (2002)، 1431 (2002)، 1449 (2002)، 1503 (2003) و1534 (2004) فيما يتعلق بالمحكمة الجنائية الدولية لرواندا، مدد المجلس فترات عمل 11 قاضياً إلى ما بعد تواريخ انتهاء صلاحيتهم حتى يتمكنوا من استكمال المحاكمات التي كانوا في خضمها.

## تفاصيل
في ديباجة القرار، أشار مجلس الأمن إلى أن الجمعية العامة انتخبت 11 قاضيا في يناير 2003 للعمل لمدة أربع سنوات في المحكمة الجنائية الدولية لرواندا من 25 مايو 2003 إلى 24 مايو 2007. وعلاوة على ذلك، بدلالأمين العام كوفي عنان ثلاثة قضاة محل ثلاثة استقالوا وفقا للنظام الأساسي للمحكمة الجنائية الدولية لرواندا.
واستجابة لطلب من الأمين العام، مدد المجلس ولاية القضاة الأحد عشر التالية أسماؤهم حتى 31 ديسمبر 2008:
- تشارلز مايكل دينيس بايرون (سانت كيتس ونيفيس)
- أسوكا دي سيلفا (سري لانكا)
- سيرجي أليكسييفيتش إيغوروف (روسيا)
- محمد غوني (تركيا)
- خالدة رشيد خان (باكستان)
- إريك موس (النرويج)
- أرليت راماروسون (مدغشقر)
- جاي رام ريدي (فيجي)
- ويليام حسين سكولي (تنزانيا)
- أندريسا فاز (السنغال)
- إينيس مونيكا واينبرغ دي روكا (الأرجنتين)

تمت دعوة الدول التي لديها مواطنين يعملون كقضاة في المحكمة لضمان توفرهم كقضاة دائمين حتى 31 ديسمبر / كانون الأول 2008، وذلك لتسهيل إستراتيجية الإنجاز لجميع المحاكمات في المحكمة الجنائية الدولية لرواندا والمحكمة الجنائية الدولية ليوغوسلافيا السابقة) بنهاية عام 2008.

## روابط خارجية
- نص القرار في undocs.org